# 金色の鷲の秘密
『金色の鷲の秘密』（きんいろのわしのひみつ、The Golden Eagle Mystery ）は、1942年に刊行されたエラリー・クイーンの推理小説。
エラリー・クイーン・ジュニア名義だが、日本ではエラリー・クイーン名義で翻訳・出版された。
作家エラリー・クイーンが児童向けに発表した作品であり、ジュナの冒険シリーズの第2作でもある。舞台は主人公の住む村エデンボロを離れ、港町ストーニー・ハーバーに替わる。ジュナが夏休みで旅行に出かけた滞在先で起こった事件を扱っている。

## あらすじ
ジュナは愛犬チャンプをつれて、夏休みで港町ストーニー・ハーバーへやって来た。ここに住んでいるパティおばさんの家に滞在し、何か心配ごとがあるらしいので、それを探り出して、おばさんを助けるのが目的だ。
しかし、愛犬チャンプが屋根裏部屋から、鳥の爪がついた卵のような奇妙な石を見つけ出したことから、ジュナはふしぎな事件に巻き込まれてしまう。

## 主な登場人物
- ジュナ - 主人公。エデンボロの村に住む少年。チャンプという名前の黒い犬を飼っている。
- エラリイ - ジュナのおばさん。初老の婦人。ジュナと二人で暮らしている。
- パタゴニア（パティ）・タブス - エラリイおばさんの友人。港町ストーニー・ハーバーに住む。
- ウィリアム（ビリー）・レクレス - ストーニー・ハーバーで親しくなったジュナの友達。
- エマ（エミー）・ローリー - ビリーの従姉妹。
- ハーヴェイ・ボーネット - 港町ストーニー・ハーバーの若者。
- ヘンリー（ハリー）・ボーネット - ハーヴェイの弟。「まぬけ」と呼ばれている。
- レクレス船長 - ビリーの父親。
- アターベリー船長 - パティおばさんの両親の友人。
- パティーナ - ホテルの宿泊客。
- プリムローズ - ホテルの従業員。
- ステップトー - ストーニー・ハーバーの魚屋。
- ホールダー医師 - ストーニー・ハーバーの開業医。
- ジョンソン師 - 漁師。
- フィニー・トルーラブ - 雑貨屋の店主。

## 日本語訳書
- 『金色の鷲の秘密』 内村直也訳、早川書房 ジュニア・ミステリ７ 1958年
- 『金色の鷲の秘密　ジュナの冒険２』 内村直也訳、都筑道夫（解説）ハヤカワ文庫　Ｊｒ．２、1978年 ISBN 978-4-15-070133-8